# Centre culturel canadien
Le Centre culturel canadien de Paris (Canadian Cultural Centre en anglais) est un institut représentant la culture canadienne à Paris, inauguré en 1970. 
Situé pendant près de 50 ans dans un hôtel particulier au 5, rue de Constantine dans le 7e arrondissement, sur l'esplanade des Invalides, le Centre culturel a déménagé dans de nouveaux locaux au 130, rue du Faubourg-Saint-Honoré dans le 8e arrondissement. Il a rouvert ses portes le 17 mai 2018 avec l'exposition « Beauty and the Beasts / La Belle et la Bête » de l'artiste canadien Kent Monkman. 
Activement engagé dans la promotion de la littérature, du cinéma, des arts visuels et des arts de la scène, doté d'une bibliothèque, d'une galerie et d'espaces de spectacles, le Centre est un point de convergence des disciplines, des langues, et des cultures vivantes de toutes les provinces du Canada. C'est un lieu de rencontre, carrefour de discussion sur des enjeux globaux. Plus de 80 manifestations y sont annuellement proposées au public. 
Il est placé sous la tutelle du ministère des Affaires étrangères et du Commerce international canadien. Il est actuellement dirigé par Marc-Antoine Dumas. 
Il est membre du Forum des instituts culturels étrangers à Paris (FICEP). 
Avant la pandémie de Covid-19, le centre recevait environ 500 personnes chaque semaine.